# Licopeno
El licopeno del neolatín lycopersicum es un caroteno rojo brillante y pigmento carotenoide y fitoquímico que se encuentra en los tomates y otras frutas y verduras de color rojo, como las zanahorias rojas, el pimiento rojo, sandías, y papayas, aunque no en las fresas o cerezas. Aunque el licopeno es químicamente un caroteno, no tiene actividad de vitamina A. Los alimentos que no son de color rojo también pueden contener licopeno, como las habas cafés o el perejil.
En las plantas, algas y otros organismos fotosintéticos, el licopeno es un intermediario importante en la biosíntesis de muchos carotenoides, incluyendo el beta caroteno, que es responsable de la pigmentación amarilla, naranja, o roja, la fotosíntesis, y la foto-protección. Como todos los carotenoides, el licopeno es un hidrocarburo poliinsaturado, es decir, un alqueno no sustituido. Estructuralmente, el licopeno es un tetraterpeno y ensamblado a partir de ocho unidades de isopreno que se componen enteramente de carbono e hidrógeno. Es insoluble en agua. Los once dobles enlaces conjugados del licopeno le dan su color rojo intenso y su actividad antioxidante. Debido a su fuerte color y no toxicidad, el licopeno es un colorante alimentario útil (registrado como E160d) y está aprobado para el uso en los EE. UU., Australia y Nueva Zelanda (registrado como 160d) y la UE.

## Consumo por humanos
El licopeno no es un nutriente esencial para los humanos, pero que se encuentra comúnmente en la dieta principalmente de platos preparados a base de tomates. Cuando se absorbe por el intestino, el licopeno se transporta en la sangre por diversas lipoproteínas y se acumula principalmente en la sangre, tejido adiposo, piel, hígado y las glándulas suprarrenales, pero se puede encontrar en la mayoría de los tejidos.
La investigación preliminar ha demostrado que las personas que consumen tomates pueden tener un menor riesgo de cáncer, posiblemente debido a que el licopeno afecta los mecanismos del cáncer de próstata. Sin embargo, esta área de investigación y la relación entre el licopeno y el cáncer de próstata han sido consideradas insuficientes de evidencia para su aprobación de "declaración de propiedades saludables" por la FDA.

## Composición química del licopeno

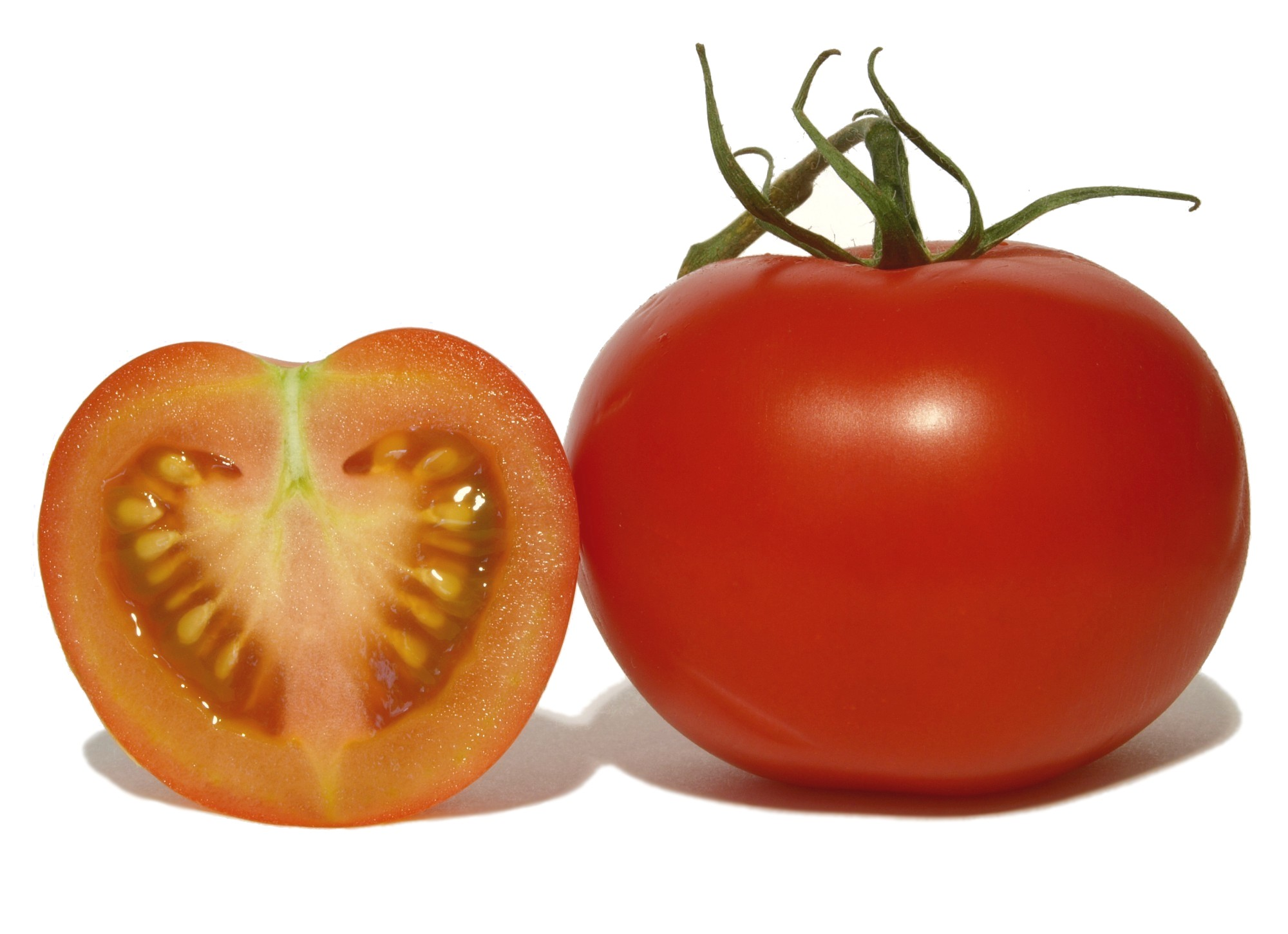
El contenido de licopeno en el tomate le proporciona el color rojo característico.

El licopeno es uno de los primeros carotenoides que aparecen en la síntesis de este tipo de compuestos, constituyendo la base molecular para la síntesis de los restantes carotenoides. El licopeno es un carotenoide de estructura sencilla con una cadena alifática formada por cuarenta átomos de carbono. El licopeno es un carotenoide altamente lipofílico que se caracteriza por carecer de anillos cíclicos y poseer un gran número de dobles enlaces conjugados. Su obtención por síntesis química aún no está totalmente establecida y, a diferencia de otros carotenoides como el β-caroteno producido a gran escala por síntesis, el licopeno se obtiene fundamentalmente a partir de fuentes naturales, hongos y especialmente de tomates. Sin embargo, los sistemas de extracción son costosos y el licopeno presenta una baja estabilidad, lo que ha limitado su utilización como colorante alimenticio.

## Fuentes del licopeno

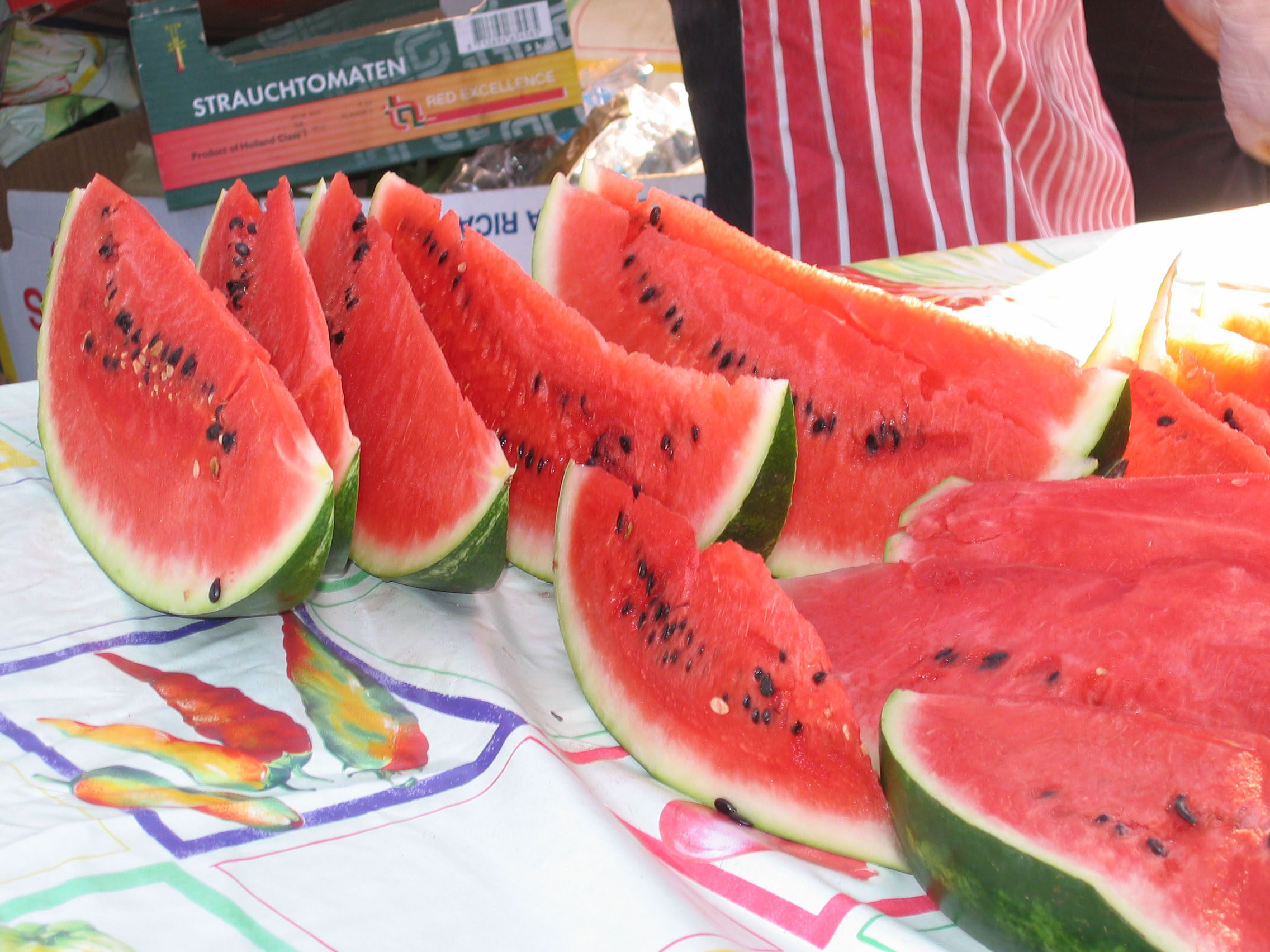
El licopeno le brinda el color rojo al interior de la sandía.